# Südliche Mittelfränkische Platten
Die Südlichen Mittelfränkische Platten sind ein Naturraum in Mittelfranken mit der Kennziffer 113.3.  Sie sind Teil des Mittelfränkischen Beckens mit der Kennziffer 113, welches zur naturräumlichen Haupteinheitengruppe Fränkisches Keuper-Lias-Land gehört. 

## Aufteilung
- 113.30 Ornbau-Gunzenhäuser Altmühltal
- 113.31 Bibert-Schwabach-Rezat-Platten
- 113.32 Cadolzburger Höhenzug
- 113.33 Südliches Vorland des Spalter Hügellandes (mit Brombachgrund)
- 113.34 Östliches Vorland des Spalter Hügellandes
- 113.35 Rednitzaue

## Flüsse
Hauptflüsse sind die Altmühl, die Bibert, die Rednitz, die Schwabach, und die Fränkische Rezat. Diese Gewässer haben sich in den hier dominierenden Sandsteinkeuper und zum Teil auch in den Gipskeuper eingeschnitten.

## Hauptorte
- Cadolzburg
- Gunzenhausen
- Großhabersdorf
- Heilsbronn
- Ornbau
- Schwabach
- Spalt